# لوون پاشالیان
لوون پاشالیان (ارمنی: Լեւոն Բաշալեան؛ ۱۸۶۸ – ۱۹۴۳) یک رمان‌نویس، روزنامه‌نگار، و نویسنده داستان کوتاه اهل ارمنستان بود.

## زندگی‌نامه
در کنستانتیتوپل به دنیا آمد و در همانجا نیز تحصیل نمود. وی به حزب هنچاکیان ملحق شد. پاشالیان فعالیت ادبی خویش در روزنامه‌های محلی ارمنی آرِوِلک Arevelk , ماسیس Massis, و هایرِنیک Hayrenik آغاز نمود. پاشالیان روزنامه فرانسوی-ارمنی Le Foyer which را در سال ۱۹۲۸ تأسیس نمود که تا سال ۱۹۳۲ منتشر می‌شد.